# Perasia inficita
Perasia inficita är en fjärilsart som beskrevs av Walker 1865. Perasia inficita ingår i släktet Perasia och familjen nattflyn. Inga underarter finns listade i Catalogue of Life.